# Giovanni d’Anagni
Giovanni d’Anagni, lat. Iohannes de Anania (* Ende des 14. Jahrhunderts in Anagni; † 17. Januar 1457 in Bologna) war ein italienischer Jurist, Presbyter und Kanoniker.

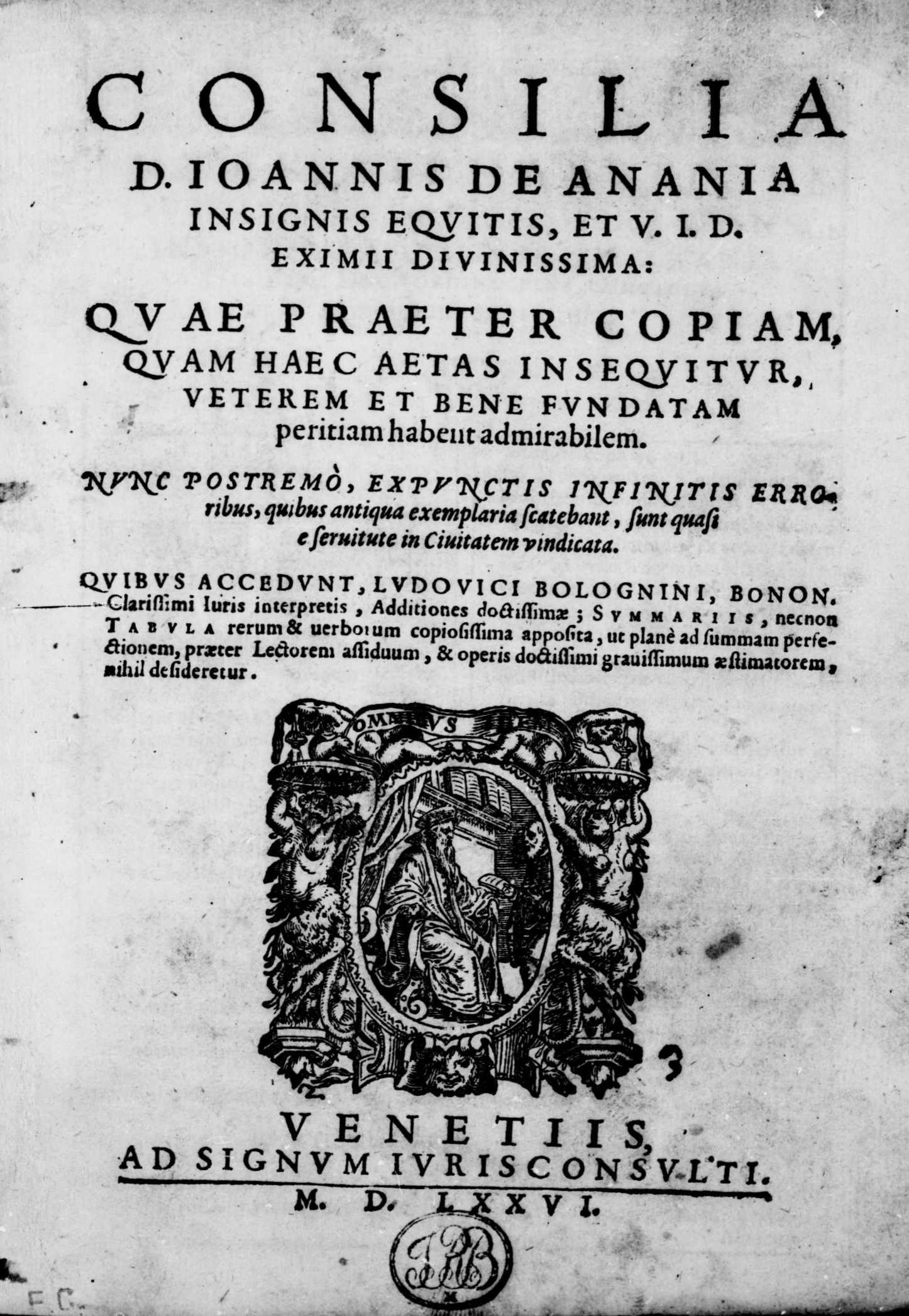
Consilia, 1576

Er ist nicht zu verwechseln mit dem gleichnamigen Kardinal und Diplomaten des 13. Jahrhunderts.

## Leben und Wirken
Ende des 14. Jahrhunderts in Anagni als Sohn des Leonardo geboren studierte er nach seinem Umzug nach Bologna ab 1414 unter Pietro d’Ancarano am Collegio Gregoriano.
Im Jahr 1422 wurde er Lektor und setzte sein Studium in Rechtswissenschaften im folgenden Jahr fort. 1425 wurde er als Botschafter nach Florenz eingeladen und kehrte einige Jahre später, 1429–1430 als Dozent dorthin zurück. Nachdem seiner Rückkehr 1431 nach Bologna verweilte er dort im Bereich der Lehre bis zu seinem Tod. Unter seinen Studenten befand sich Pietro Barbo, der schließlich zu Papst Paul II wurde, Andrea Barbazza, Ludovico Pontano und Alessandro Tartagni, der d'Anagnis Tochter heiratete.
Nach dem Tod seiner Frau wandte er sich in den letzten Jahren seines Lebens der Religion zu und wurde 1443 von der Kathedrale von Bologna zum Kanoniker ernannt und im Jahr 1448 zum Archidiakon.
Er verfasste diverse Besprechungen und Rechtsgutachten, die seit dem 16. Jahrhundert in mehreren Ausgaben erschienen sind.
Er starb 1457 in Bologna und überließ sein Erbe den Bedürftigen und dem Orden Servi di Maria.

## Werk
- (LA) Consilia, Venezia, Al segno del Giureconsulto, 1576.